# Баграмянский район
Баграмянский район — административно-территориальная единица в составе Армянской ССР и Армении, существовавшая в 1983—1995 годах. Центр — село Баграмян.

## История
Баграмянский район был образован в 1983 году.
Упразднён в 1995 году при переходе Армении на новое административно-территориальное деление, став частью Армавирской области.